# 양두
양두(중국어 간체자: 杨度, 정체자: 楊度, 병음: Yáng Dù; 1875년 1월 15일 – 1931년 9월 17일)는 중국의 정치인이었다.

## 이름
그의 본명은 양 청잔(중국어 정체자: 楊承瓚)이었다. 그의 자는 시쯔(중국어 정체자: 皙子)였고 그의 호는 후궁(중국어 정체자: 虎公), 후찬(중국어 정체자: 虎禪), 후찬스(중국어 정체자: 虎禪師), 후터우퉈(중국어 정체자: 虎頭陀), 그리고 스후(중국어 정체자: 釋虎)였다.

## 생애
양은 후난성 샹탄시 장위(姜畬镇)의 스탕촌(石塘村)이라는 농업 배경을 가진 가족에서 태어났다. 그의 할아버지 양 리탕(중국어 정체자: 楊禮堂)은 상군의 군인이었다. 그의 아버지 양 이성(중국어 정체자: 楊懿生)은 농부였다. 양은 세 자녀 중 장남이었다. 그가 10살 때 아버지가 병으로 돌아가시자, 양은 숙부 양 루이성(중국어 정체자: 楊瑞生)에 의해 길러졌다.
양은 왕 카이윈(중국어 정체자: 王闿運) 밑에서 공부했다. 그의 동급생으로는 샤 서우톈(중국어 정체자: 夏壽田), 양 루이(중국어 정체자: 楊銳), 류 광디(중국어 정체자: 劉光第), 류 쿠이이(중국어 정체자: 劉揆一), 그리고 제백석(중국어 정체자: 齊白石) 등이 있었다.
1902년, 양은 일본으로 가서 홍문학원(중국어 정체자: 弘文學院)에서 공부했다. 1904년, 양은 호세이 대학에서 정치학을 공부했다.
1911년, 양은 국가 통계국 국장으로 재직했다. 1914년, 양은 상원의원이 되었다. 위안스카이가 죽자 양은 불교 신자가 되었다.
1922년, 양은 상하이시에서 중국국민당에 가입했다. 1929년, 양은 중국공산당에 가입했다.
1931년 9월, 양은 상하이에서 병으로 사망했다.

## 개인 생활
양은 황 화(중국어 정체자: 黃華)와의 사이에 두 아들을 두었고, 쉬 찬렁(중국어 정체자: 徐粲楞)과의 사이에 여섯 자녀(세 아들과 세 딸)를 두었다.
황 화와의 자녀:
- 양궁수(중국어 정체자: 楊公庶) 박사, 화학자, 그는 베를린 대학교에서 화학 전공 대학원생이었다.
- 양궁자오(중국어 정체자: 楊公兆) 박사, 지리학자, 그는 베를린 대학교에서 지질학 전공 대학원생이었다.

쉬 찬렁과의 자녀:
- 양윈후이(중국어 정체자: 楊雲慧), 극작가.
- 양윈비(중국어 정체자: 楊雲碧)
- 양궁쑤(중국어 정체자: 楊公素)
- 양궁민(중국어 정체자: 楊公敏)
- 양윈제(중국어 정체자: 楊雲潔)
- 양궁우(중국어 정체자: 楊公武)